# 安东尼奥·罗德里格斯
安东尼奥·罗德里格斯（西班牙語：Antonio Rodríguez，1951年10月8日—），古巴男子排球运动员。他曾代表古巴参加1972年和1976年夏季奥林匹克运动会排球比赛，其中1976年奥运会获得一枚铜牌。